# Guido Neri
Pour les articles homonymes, voir Neri.
Guido Neri (né le 27 janvier 1939 à Cesena) est un coureur cycliste italien. 

## Biographie
Professionnel de 1962 à 1970, il a remporté le classement des « points chauds » du Tour de France 1966.

## Palmarès

### Palmarès amateur
- 1960
  - Giro del Casentino
- 1961
  - Coppa Collecchio
  - Coppa del Mobilio

### Palmarès professionnel
- 1964
  - Trofeo Laigueglia
- 1968
  - 3e du Cronostafetta

## Résultats sur les grands tours

### Tour de France
2 participations
- 1966 : 77e, vainqueur du classement des points chauds
- 1967 : abandon (11e étape)

### Tour d'Italie
8 participations
- 1962 : 24e
- 1963 : 47e
- 1964 : 27e
- 1965 : 64e
- 1967 : 40e
- 1968 : 51e
- 1969 : 45e
- 1970 : 87e

### Tour d'Espagne
1 participation
- 1969 : 37e